# Bahar Pars
Bahar Pars[uttal saknas] (persiska: بهار پارس), född 28 mars 1979 i Shiraz, Iran, är en iransk-svensk skådespelare.

## Biografi
Bahar Pars studerade 2003–2007 till skådespelare på Teaterhögskolan i Stockholm.

### Karriär
Pars har haft roller på ett flertal teatrar i Sverige samt medverkat i många svenska filmer. Hon debuterade i den prisbelönade långfilmen När mörkret faller (2005).
År 2008 gjorde hon rollen som Nina i Farnaz Arbabis uppsättning av Måsen på Backateatern. På Uppsala stadsteater spelade Pars även titelrollerna i pjäserna Anna Karenina (2010), scenversionen av Låt den rätte komma in (2011) och Hedda Gabler (2013).
År 2014 medverkade Pars som Valeria i Jonas Hassen Khemiris kritikerrosade pjäs Jag ringer mina bröder på Kulturhuset Stadsteatern. I november samma år gjorde hon även succé med monologen På alla fyra på Kilenscenen på Kulturhuset Stadsteatern. Svenska Dagbladet rosade monologen där Pars beskrevs ha "total kontroll över sina uttrycksmedel”.
Utöver skådespelarkarriären har Pars även regisserat och varit en av skaparna till den omskrivna nyårsvideon Nyårsklockan, där 15 kvinnliga kulturpersonligheter framträder.
Hon har också gjort trilogin Rinkebysvenska.
2017 regisserade hon Turkkiosken.
2023 regisserade hon Åsnelandet som belönandes med Clermont-Ferrand.
Hon spelade huvudrollen som Bertha i Jens Ohlins uppsättning av Marodörer samt medverkade i Farnaz Arbabis uppsättning av Ungefär lika med på Dramaten våren 2016.
Den 31 juli 2017 var Bahar Pars sommarvärd för Sommar i P1 och talade då om flytten till Sverige, sin uppväxt, moderskap, sitt efternamn och hur det var att resa till USA och Oscarsgalan.

### Privatliv
Från ett tidigare äktenskap med teaterregissören Linus Tunström har hon en dotter.

### Utmärkelser
År 2015 fick hon Medeapriset med motiveringen "På sitt eget högst personliga vis breddar Bahar Pars tolknings-möjligheterna av klassiska kvinnoroller och för dem in i nutid".
Inför Guldbaggegalan 2016 nominerades hon i kategorin Bästa kvinnliga biroll och Oscarsnominerades för bästa utländska film 2017 för sin insats i filmen En man som heter Ove.
Inför Guldbaggegalan 2023 nominerades hon i kategorin Bästa kvinnliga huvudroll för sin roll Laura i Maya Nilo

## Teater

### Roller (ej komplett)
| År   | Roll                    | Produktion | Regi                     | Teater                     |
| ---- | ----------------------- | --- | ------------------------ | -------------------------- |
| 2001 | Gloria                  | Maratondansen (They Shoot Horses, Don´t They?) Horace McCoy | Andreas Lindal           | Turteatern                 |
| 2005 |                         | Jean Paul Marat förföljd och mördad så som det framställs av patienterna på hospitalet Charenton under ledning av Herr Sade (Die Verfolgung und Ermordung Jean Paul Marats, dargestellt durch die Schauspielgruppe des Hospizes zu Charenton unter Anleitung des Herrn de Sade) Peter Weiss | Nils Poletti             | Turteatern                 |
| 2008 |                         | Måsen (Чайка, Tjajka) Anton Tjechov | Farnaz Arbabi            | Backa teater               |
| 2010 | Anna                    | Anna Karenina Lev Tolstoj \| Linus Tunström | Uppsala stadsteater      |                            |
| 2011 | Gullan                  | Elake Måns Dennis Magnusson | Dennis Sandin            | Uppsala stadsteater        |
| 2011 |                         | Låt den rätte komma in Jakob Hultcrantz Hansson | Jakob Hultcrantz Hansson | Uppsala stadsteater        |
| 2013 | Hedda Gabler            | Hedda Gabler Henrik Ibsen | Farnaz Arbabi            | Uppsala stadsteater        |
| 2014 |                         | Jag ringer mina bröder Jonas Hassen Khemiri | Farnaz Arbabi            | Kulturhuset Stadsteatern   |
| 2014 |                         | På alla fyra |                          | Kulturhuset Stadsteatern   |
| 2015 | Martina 2 Laura Lorenzo | ≈ [ungefär lika med] Jonas Hassen Khemiri | Farnaz Arbabi            | Dramaten                   |
| 2015 | Berta Egerman           | Marodörer Hannes Meidal och Jens Ohlin | Jens Ohlin               | Dramaten                   |
| 2015 |                         | På alla fyra |                          | Scenkonstbiennalen i Malmö |
| 2017 | Susanna                 | Figaros bröllop (La Folle Journée, ou Le Mariage de Figaro) Pierre de Beaumarchais | Tobias Theorell          | Dramaten                   |
| 2018 |                         | Persona, persona, persona Dimen Abdulla | Bahar Pars               | Dramaten                   |

### Regi
| År   | Produktion                | Upphovsmän    | Teater   |
| ---- | ------------------------- | ------------- | -------- |
| 2018 | Persona, persona, persona | Dimen Abdulla | Dramaten |

## TV
- 2008 – Åkalla
- 2008 – Kungamordet
- 2010 – Drottningoffret
- 2014 – Den fjärde mannen
- 2015 – Arne Dahl: En midsommarnattsdröm
- 2016 – Finaste familjen
- 2016 – Vårdgården
- 2017 – Syrror (TV-serie)
- 2018 – Svartsjön (TV-serie)

## Film
- 2006 – När mörkret faller
- 2009 – Knäcka
- 2010 – Kommissarie Winter
- 2010 − Fredlösa (kortfilm)
- 2010 − Händelse vid bank (kortfilm)
- 2015 – En man som heter Ove
- 2016 – Zon 261
- 2018 – Operation Ragnarök
- 2022 – Året jag slutade prestera och började onanera
- 2022 – Kagefabrikken
- 2023 – Konferensen

## Priser och utmärkelser
- 2015 – Medeapriset[13]
- Clermont Ferrand 2023[4]